# Anita Hendrie
Anita Hendrie (9 novembre 1863 — 15 avril 1940) est une actrice américaine. Elle joue dans 67 films muets entre 1908 et 1912.

## Biographie
Anita Hendrie naît à Philadelphie, de William Scott Hendrie (25 octobre 1835  — 10 juillet 1881) et de M. Louise Morton (vers 1835 — 19 octobre 1910). Son père était médecin.
Elle se marie en 1902 avec l'acteur et réalisateur David Miles (vers 1871 — 28 octobre 1915).
Anita Hendrie Miles meurt à 76 ans à Brooklyn et est enterrée à Milford (Connecticut) avec son mari.

## Filmographie partielle
- 1911 : The Penniless Prince, de Thomas H. Ince
- 1911 : At the Duke's Command, de Thomas H. Ince
- 1911 : The Secret of the Palm, de Joseph W. Smiley